# میگان رات
میگان رات (انگلیسی: Meaghan Rath؛ زادهٔ ۱۸ ژوئن ۱۹۸۶) یک هنرپیشه اهل کانادا است. وی از سال ۲۰۰۱ میلادی تاکنون مشغول فعالیت بوده‌است. او بهترین بازیگر نقش مکمل سالی مالیک در سریال Syfy Being Human است. او در سریال تلویزیونی عشق/15 و دستیار بازی کرده است. رات بازیگر شخصیت تانی ری در مجموعه تلویزیونی هاوایی فایو-زیرو است و از سال 2017 به طور منظم فعالیت می کند.